# Dorudon
Dorudon là một chi cổ đại thuộc bộ Cá voi (Cetacea) đã từng sinh sống cùng với các loài Basilosaurus trong khoảng từ 41 đến 33 triệu năm về trước, thuộc thế Eocen. Chúng dài khoảng 5 m (16 ft) và có thể nhất là các loài động vật ăn thịt, với thức ăn chủ yếu là các loại cá nhỏ và động vật thân mềm. Các loài Dorudon sinh sống trong các biển ấm trên khắp thế giới, do hóa thạch của chúng được tìm thấy tại Bắc Mỹ, Ai Cập cũng như Pakistan mà phần phía đông của nó có ranh giới với biển Tethys cổ đại.
Ban đầu người ta tin rằng Dorudon là dạng chưa trưởng thành của Basilosaurus do các hóa thạch của chúng là tương tự, chỉ có điều Dorudon nhỏ hơn, nhưng sau này người ta mới thấy chúng là các loài khác nhau khi phát hiện ra các hóa thạch của Dorudon non. Mặc dù chúng rất giống với các loài cá voi hiện đại, nhưng Basilosaurus và Dorudon thiếu 'melon organ' là cơ quan cho phép các loài cá voi hiện đại hơn có thể sử dụng siêu âm một cách có hiệu quả. Giống như các loài của chi Basilosaurus, các lỗ mũi của chúng nằm ở đoạn giữa tính từ mõm lên tới đỉnh đầu.
Các con Dorudon non có thể đã trở thành con mồi của những con Basilosaurus đang đói, do các dấu vết của các vết cắn không thể lành trên hộp sọ của một số Dorudon non.

## Trong văn hóa
Dorudon được đề cập tới trong phần Whale Killer của phim tài liệu Walking with Beasts của BBC, cũng như trong phần 4 của phim kế tiếp Sea Monsters. Chúng được mô tả như là một nhóm cá voi sống thành đàn, với các con non là con mồi chủ yếu của các loài họ hàng với chúng thuộc chi Basilosaurus.

## Hình ảnh

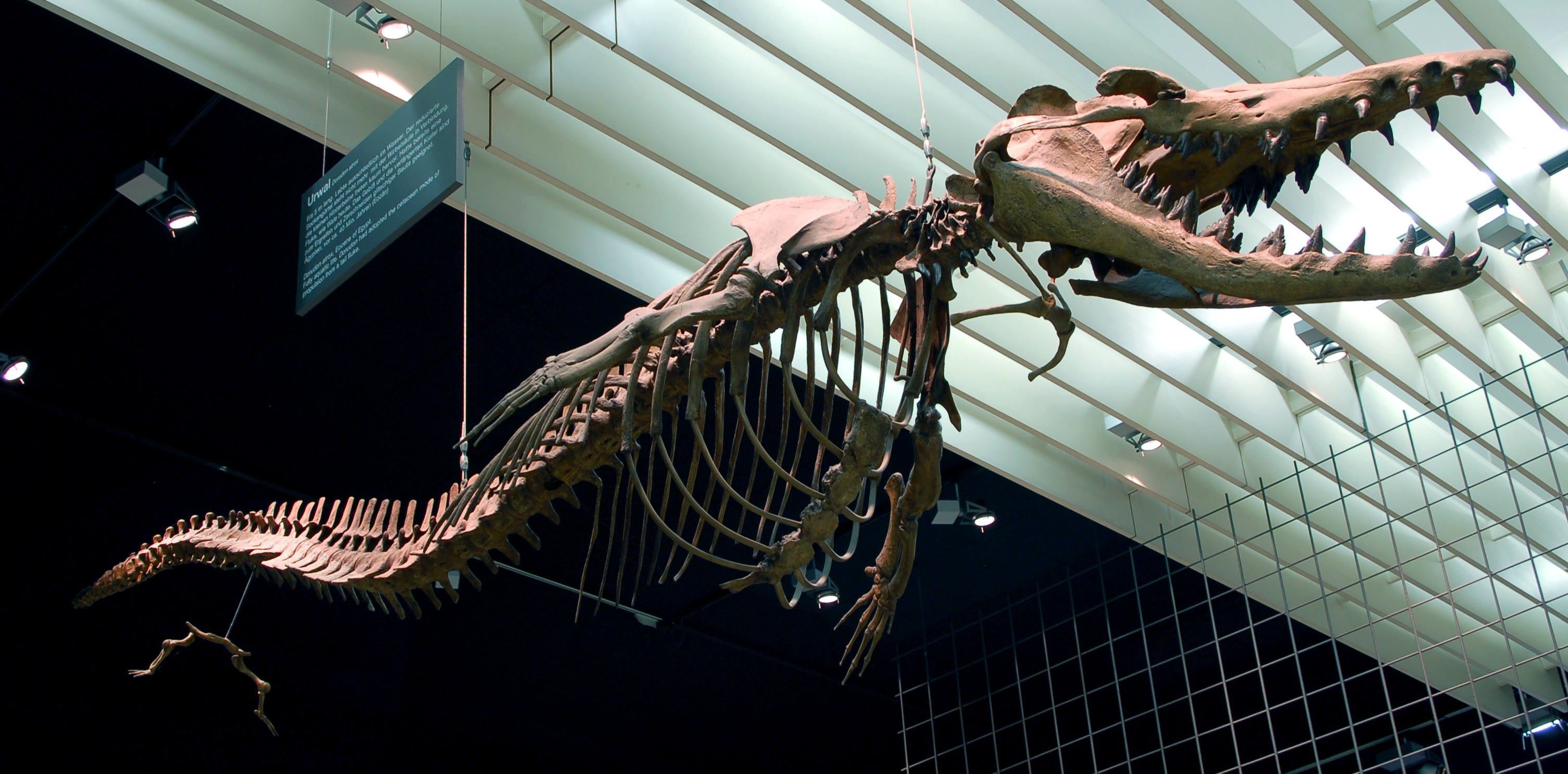
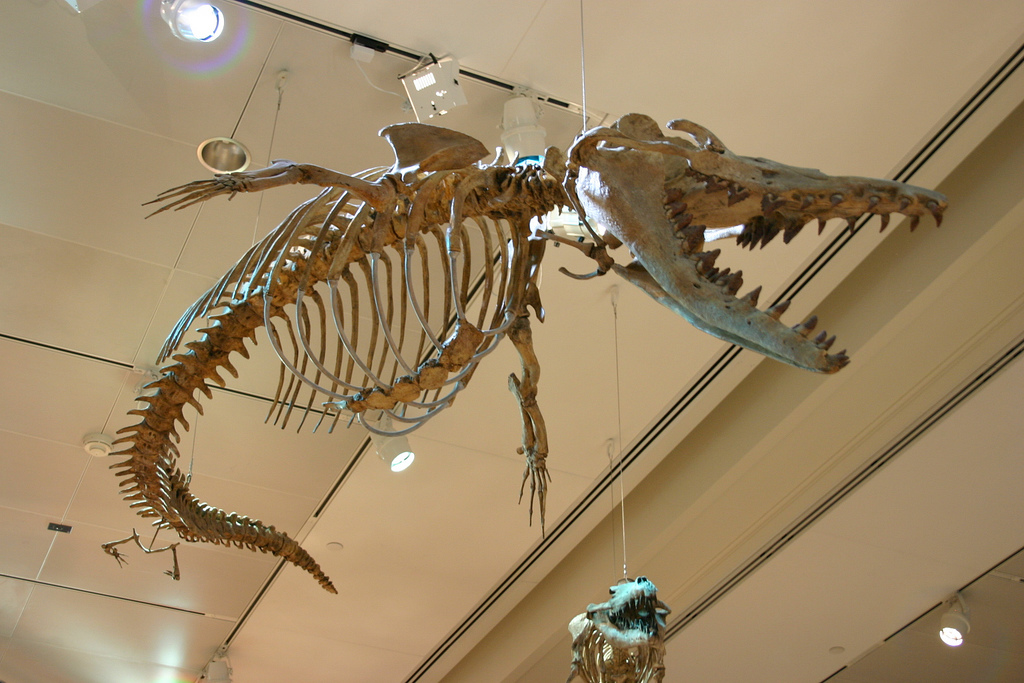
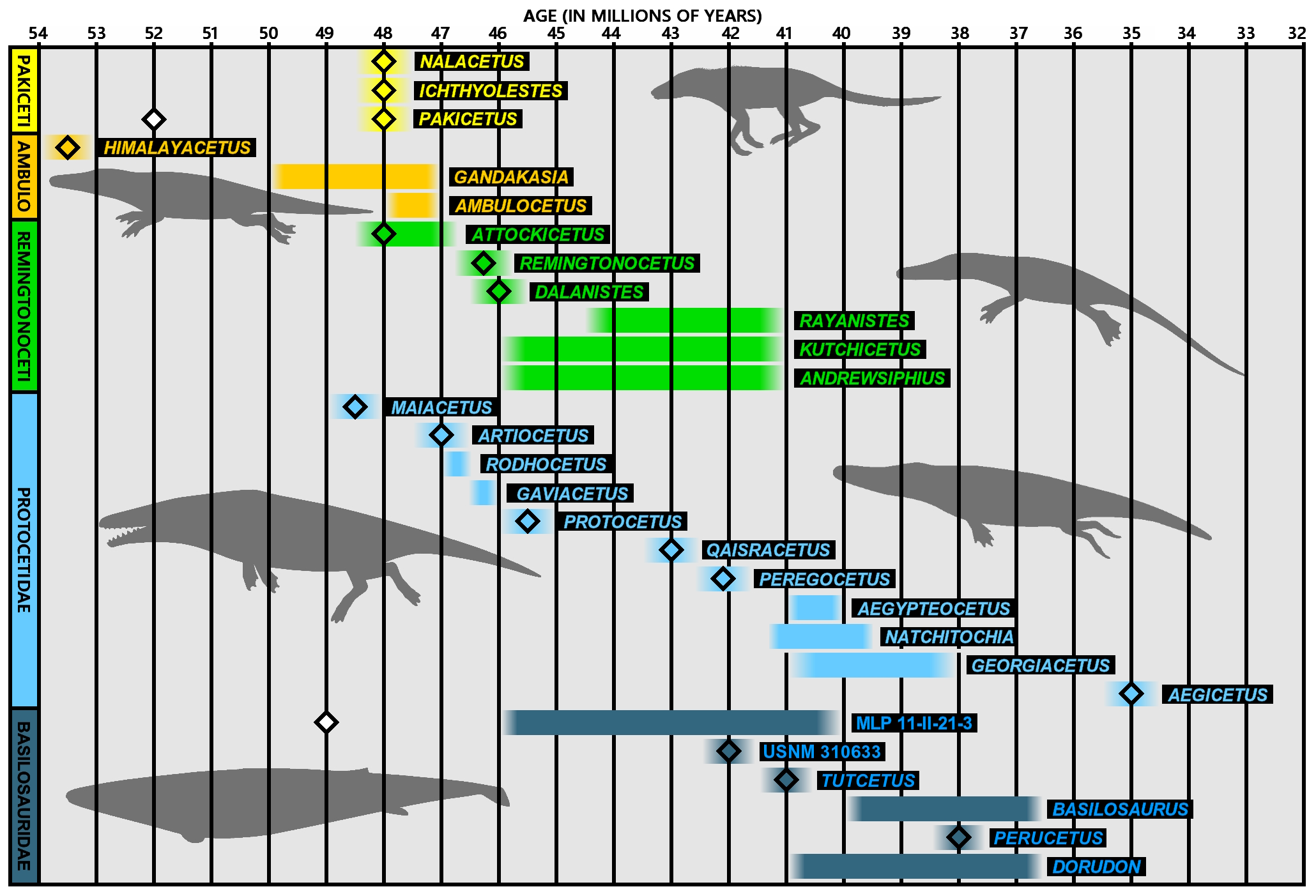
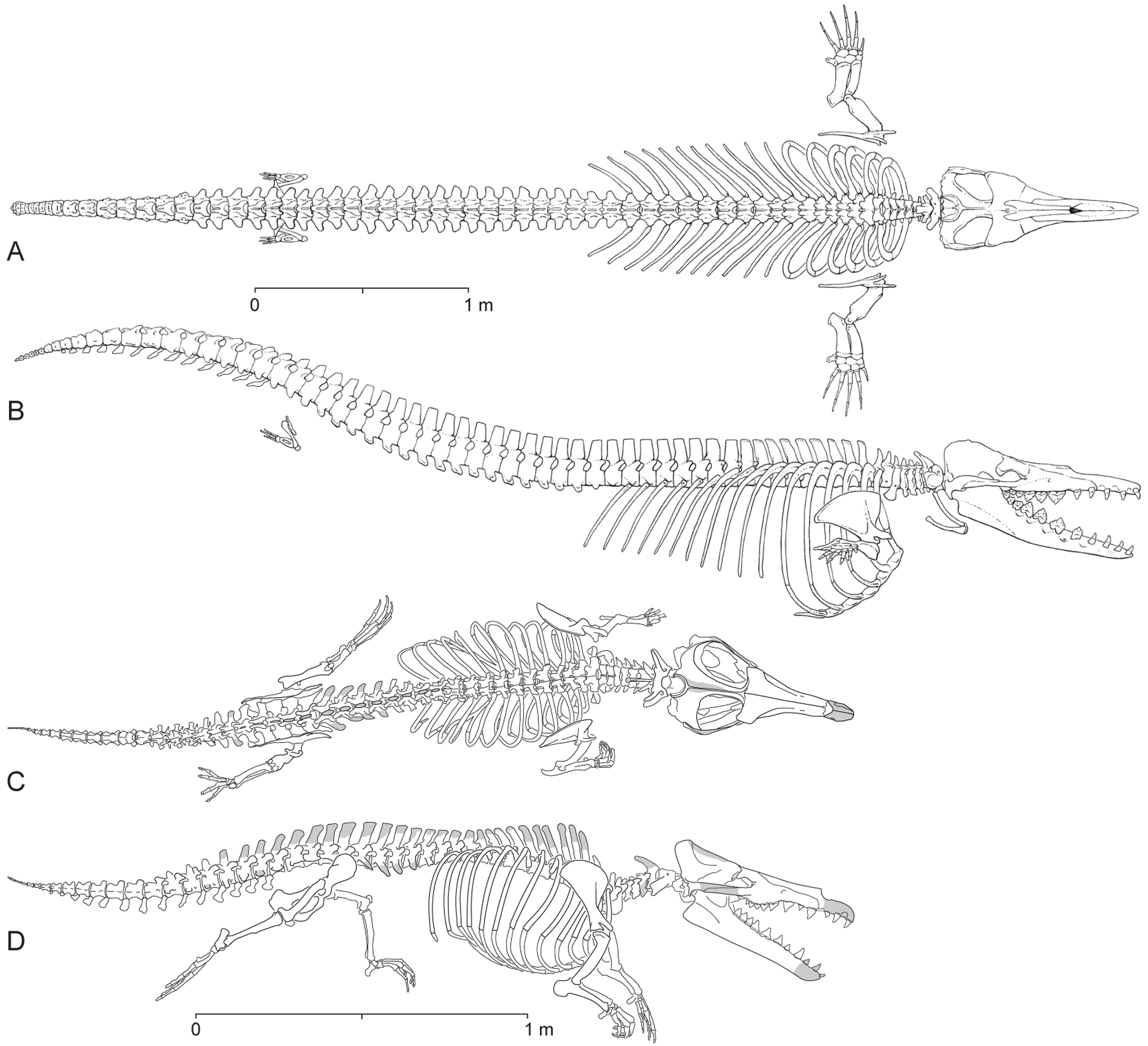